# Parmenides (dialog)
Parmenides (grekiska: Παρμενίδης) är en av Platons mest utmanande dialoger och berör metafysik. Den skildrar ett möte mellan Parmenides från Elea, Zenon från Elea och en ung Sokrates.